# Supercopa de Uzbekistán
La Supercopa de Uzbekistán (Oʻzbekiston Superkubogi) es un partido de fútbol anual entre los campeones de la Liga y de la Copa de Uzbekistán.
La primera edición del trofeo se disputó en 1999, luego no volvió a disputarse hasta 2014, cuando retornó al calendario futbolístico de Uzbekistán. Se celebra en el mes de marzo de cada año al comienzo de la temporada futbolística en el país.

## Palmarés
| Temporada   | Campeón                                                                           | Resultado                                                                         | Finalista                                                                         | Sede de la final           |
| ----------- | --------------------------------------------------------------------------------- | --------------------------------------------------------------------------------- | --------------------------------------------------------------------------------- | -------------------------- |
| 1999        | Navbahor Namangan                                                                 | 4 – 2                                                                             | Pakhtakor Tashkent                                                                | Estadio Pakhtakor, Taskent |
| 2000 - 2013 | No disputada                                                                      | No disputada                                                                      | No disputada                                                                      |                            |
| 2014        | Bunyodkor Tashkent                                                                | 2 – 1                                                                             | Lokomotiv Tashkent                                                                | Estadio JAR, Taskent       |
| 2015        | Lokomotiv Tashkent                                                                | 4 – 0                                                                             | Pakhtakor Tashkent                                                                | Estadio Bunyodkor, Taskent |
| 2016        | Nasaf Qarshi                                                                      | 1 – 0                                                                             | Pakhtakor Tashkent                                                                | Estadio Bunyodkor, Taskent |
| 2017        | No disputada (Lokomotiv Tashkent ganó la Liga de Uzbekistán y Copa de Uzbekistán) | No disputada (Lokomotiv Tashkent ganó la Liga de Uzbekistán y Copa de Uzbekistán) | No disputada (Lokomotiv Tashkent ganó la Liga de Uzbekistán y Copa de Uzbekistán) |                            |
| 2018        | No disputada (Lokomotiv Tashkent ganó la Liga de Uzbekistán y Copa de Uzbekistán) | No disputada (Lokomotiv Tashkent ganó la Liga de Uzbekistán y Copa de Uzbekistán) | No disputada (Lokomotiv Tashkent ganó la Liga de Uzbekistán y Copa de Uzbekistán) |                            |
| 2019        | Lokomotiv Tashkent                                                                | 2 – 1                                                                             | FC AGMK                                                                           | Estadio Pakhtakor, Taskent |
| 2020        | No disputada                                                                      | No disputada                                                                      | No disputada                                                                      |                            |
| 2021        | Pakhtakor Tashkent                                                                | 1 – 0                                                                             | Nasaf Qarshi                                                                      | Estadio Dynamo, Samarcanda |
| 2022        | Pakhtakor Tashkent                                                                | 1 – 0                                                                             | Nasaf Qarshi                                                                      | Uzbekistan Stadium, Yaypan |
| 2023        | Nasaf Qarshi                                                                      | 2 – 1                                                                             | Pakhtakor Tashkent                                                                | Estadio Sogdiana, Jizzakh  |
| 2024        | Nasaf Qarshi                                                                      | 1 – 1 (4-3 pen.)                                                                  | Pakhtakor Tashkent                                                                | Bunyodkor Stadium, Taskent |
| 2025        | Nasaf Qarshi                                                                      | 1 – 0                                                                             | FK Andijan                                                                        | Bunyodkor Stadium, Taskent |

## Títulos por club
| Club               | Campeón | Años campeón           | Subcampeón | Años subcampeón              |
| ------------------ | ------- | ---------------------- | ---------- | ---------------------------- |
| Nasaf Qarshi       | 3       | 2016, 2023, 2024, 2025 | 2          | 2021, 2022                   |
| Pakhtakor Tashkent | 2       | 2021, 2022             | 5          | 1999, 2015, 2016, 2023, 2024 |
| Lokomotiv Tashkent | 2       | 2015, 2019             | 1          | 2014                         |
| Navbahor Namangan  | 1       | 1999                   | –          | -----                        |
| Bunyodkor Tashkent | 1       | 2014                   | –          | -----                        |
| FC AGMK            | –       | -----                  | 1          | 2019                         |